# Luboš Štěrba
Luboš Štěrba (* 1929) je bývalý československý fotbalista, obránce.

## Fotbalová kariéra
V československé lize hrál za Spartak Hradec Králové a Baník Ostrava. Dal 3 ligové góly. V Poháru mistrů evropských zemí nastoupil v roce 1960 za Hradec Králové ve 4 utkáních.

## Ligová bilance
| Ročník                                   | Zápasy | Góly | Klub                   |
| ---------------------------------------- | ------ | ---- | ---------------------- |
| 1. československá fotbalová liga 1956    | -      | 0    | Spartak Hradec Králové |
| 1. československá fotbalová liga 1957/58 | -      | 0    | Spartak Hradec Králové |
| 1. československá fotbalová liga 1958/59 | 18     | 0    | Baník Ostrava          |
| 1. československá fotbalová liga 1959/60 | 10     | 0    | Baník Ostrava          |
| 1. československá fotbalová liga 1960/61 | 23     | 3    | Spartak Hradec Králové |
| CELKEM 1. liga                           | -      | 3    |                        |